# Rimon-et-Savel
Rimon-et-Savel este o comună în departamentul Drôme din sud-estul Franței. În 2009 avea o populație de 32 de locuitori.

## Evoluția populației
| An        | 1975 | 1982 | 1990 | 1999 | 2006 | 2009 |
| --------- | ---- | ---- | ---- | ---- | ---- | ---- |
| Populație | 32   | 26   | 26   | 29   | 28   | 32   |